# Santa Sofia de Casserres
Santa Sofia de Casserres és una ermita situada a Casserres del Castell, municipi d'Estopanyà, a la comarca de la Ribagorça.

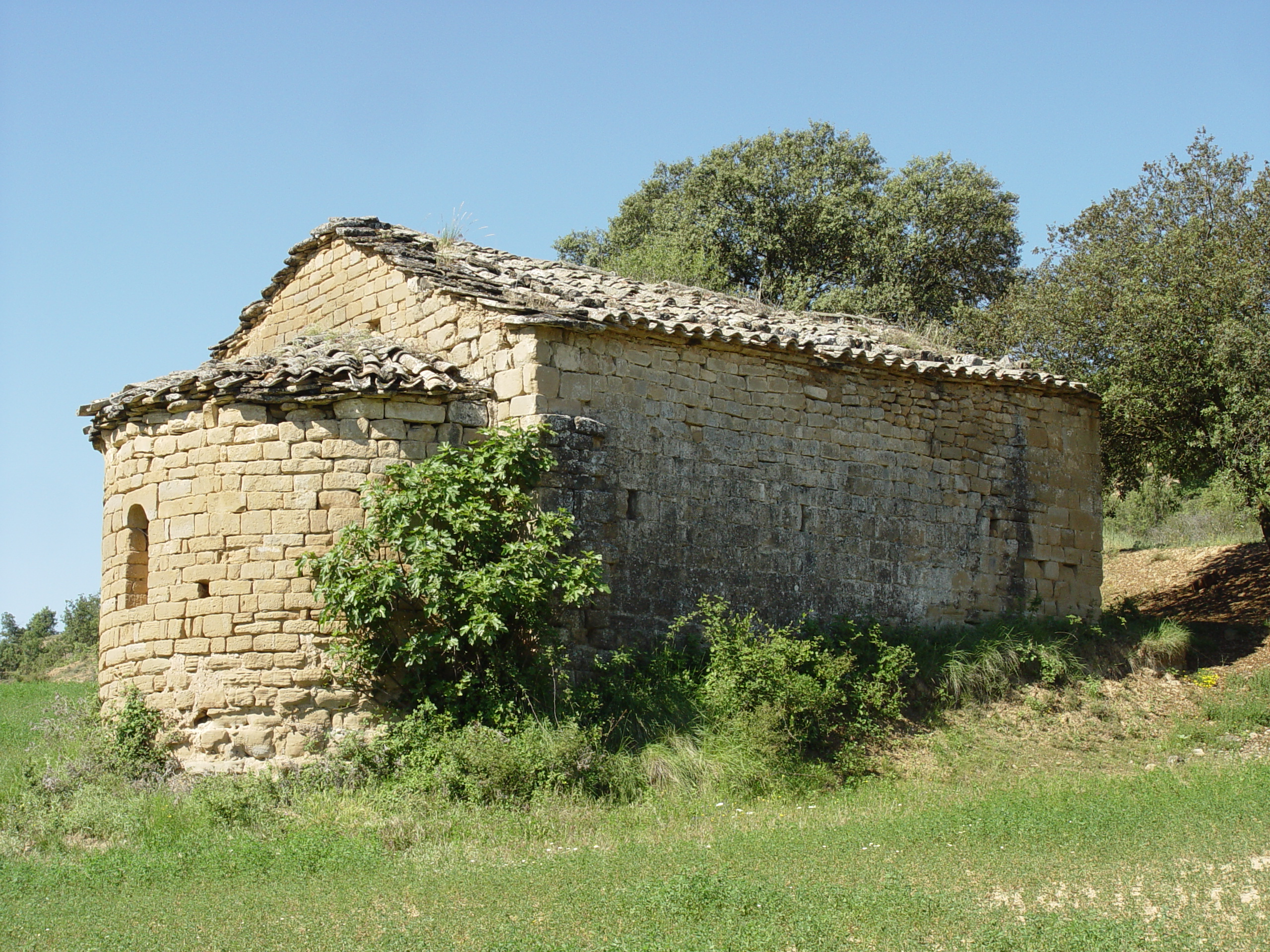
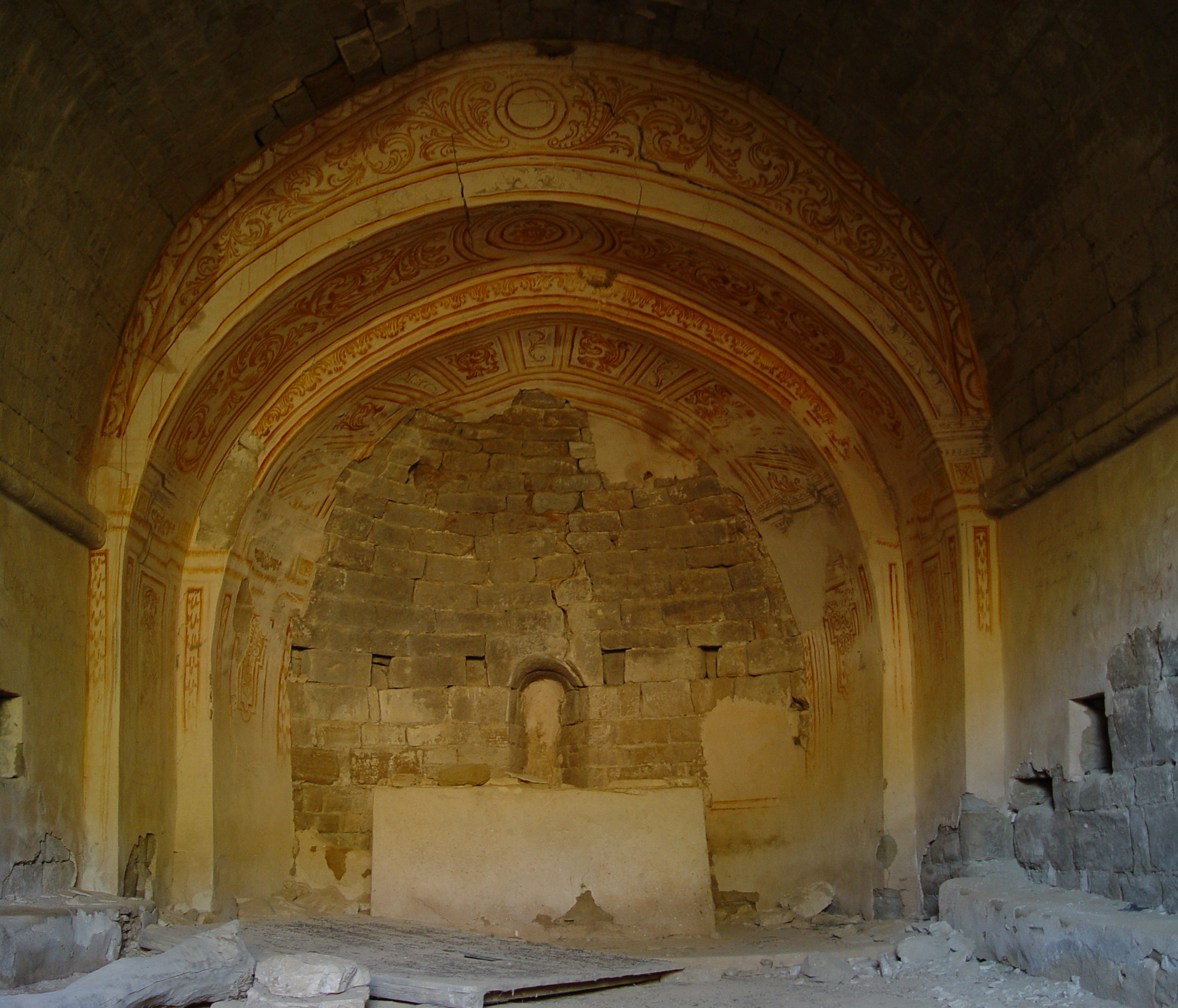